# 大国実頼
大国 実頼（おおくに さねより）は、安土桃山時代から江戸時代前期にかけての武将。上杉氏の家臣。直江兼続の弟に当たる。

## 経歴
永禄5年（1562年）、樋口兼豊の次男として誕生。上杉謙信死後の御館の乱では上杉景勝方として戦う。戦後の天正10年（1582年）、景勝の命により天神山城主小国重頼の養子となって小国氏の家督を相続した。高野山の『越後国供養帳』によると、実頼は天正13年（1585年）8月18日に亡くなった義母（重頼室）の供養を依頼している。
天正14年（1586年）、新発田重家討伐戦に参加し、新潟城を焼打ちする。豊臣秀吉の聚楽第新築の際には祝賀の使者を務めた。このとき、従五位下但馬守に任じられると共に、姓を大国と改めた。以後、頻繁に上洛し、木戸元斎と共に連歌会に多く参加した。天正19年（1591年）には連歌師里村紹巴の催す連歌会に度々参加し、実頼は『米府侍組由緒』には「能書、連歌の上手」と評されている。
文禄3年（1594年）、景勝が上洛して聚楽第を訪れた際には、太刀一振・小袖10・銀子50枚を献上した。同年の『文禄三年定納員数目録』によると、村上城主として9,041石を知行し、542人の軍役を課せられている。なお実頼自身はこの時期に伏見の上杉屋敷に滞在し、村上城に春日元忠を城代として置いていた。

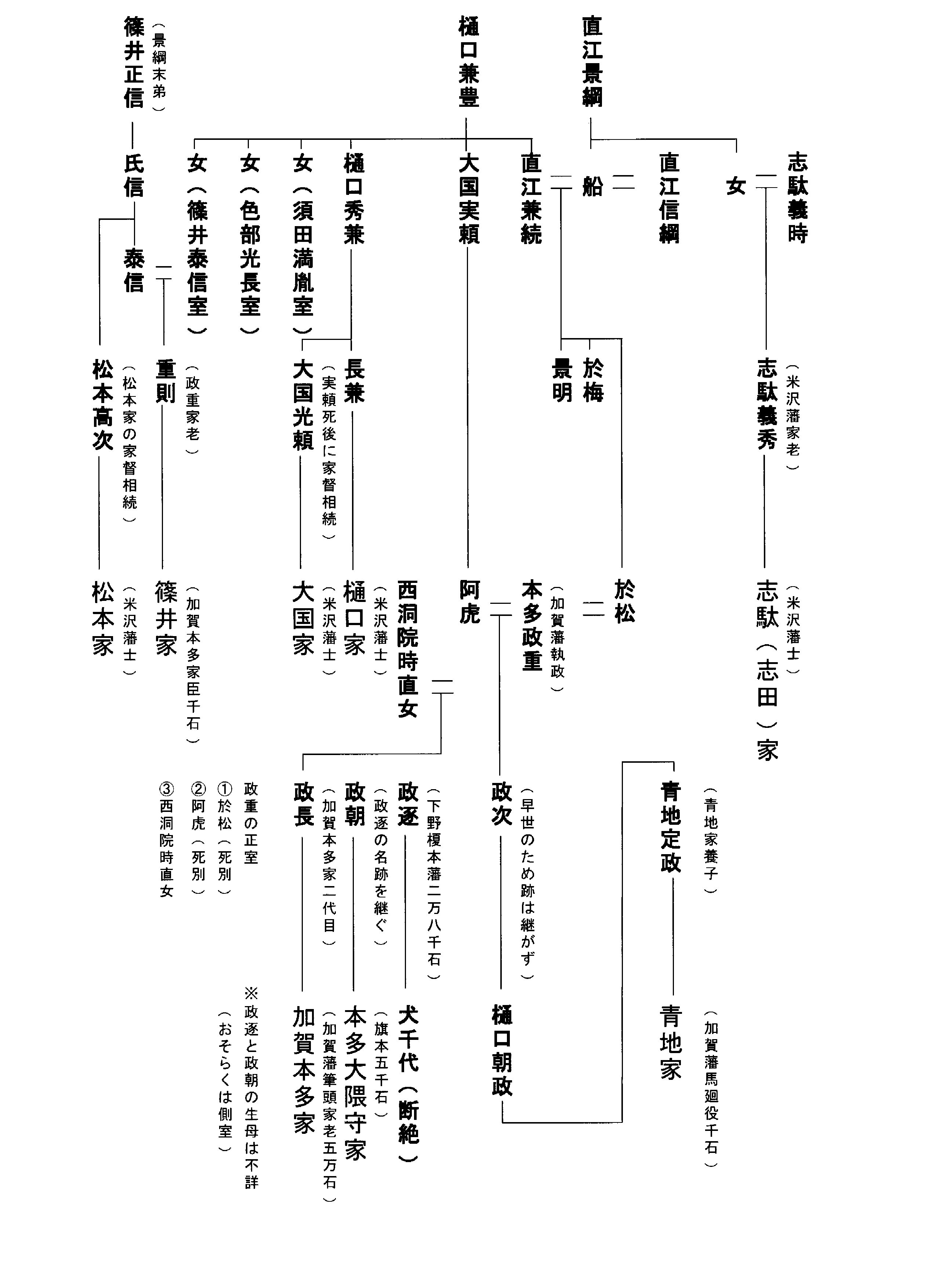
大国実頼関連系図

慶長3年（1598年）、上杉景勝の会津移封に付き従い、南山城代として2万1,000石を与えられた。また同年に高野山を参詣し、清浄心院に逆修や父・兼豊の供養を依頼している。そして慶長5年（1600年）に景勝が徳川家康との戦に備えて会津に神指城を築城しようとしたとき、兄・兼続と共に普請奉行を務めて功を挙げている。同年の関ヶ原の戦い後、出羽国高畠城7,000石の城代となったが、城には移らず上洛して伏見に滞留した。

慶長9年（1604年）、兄・兼続と本多政重との養子縁組に反対したばかりか、政重を迎えるために上洛した使者（西山庄左エ門宗秀、飯田実相坊元貞）を伏見宿の旅宿に誘き出し、長刀を振るって殺害すると、そのまま出奔して高野山へ逃れた。以後、高野山に隠遁していたが、兼続の死後、密かに米沢北郊の中小松村に戻り、元和8年（1622年）に死去。享年61。また一説には慶長10年（1605年）、実頼の家臣・樋浦与兵衛が実頼の供養を依頼していることから、この頃に死去したともいわれる。

## 死後の大国家
実頼の死後、大国家は一時断絶するが、米沢藩2代藩主・上杉定勝の代に、弟・樋口秀兼の子・光頼を養子に迎える形で再興された。なお王子製紙会長であった大國昌彦は大国家（光頼子孫）直系にあたる。

## 実子・阿虎とその子孫
娘の阿虎は実頼出奔後、兄・兼続が預かり、慶長14年（1609年）に兼続の養女として本多政重に嫁いだ。後に政重が上杉家を離れ前田家に帰参すると、夫の居る加賀国へ行き、同地で没した。この時、本庄長房ら多くの者が、阿虎に従って政重に仕えた。阿虎の子、政次は母に先立って早世した。政次の子、樋口朝政は甥の本多政長に仕え、その子の定政は加賀藩馬廻役、青地家（1000石）に養子入りした。子孫には、『可観小説』の作者で室鳩巣の高弟である儒学者の青地礼幹が知られている。